# マーティン・カーシー
マーティン・カーシー（Martin Carthy、1941年5月21日 - ）は、イギリス、ハートフォードシャーのハットフィールド出身のミュージシャンである。
メンバーとして参加したスティーライ・スパンをはじめとして、ペンタングル、フェアポート・コンヴェンション等々の次世代のトラッド系アーティスト達に深い影響を与え、現在もウォーターソン・カーシーやブラス・モンキーで活動中である。

## ディスコグラフィ

### リーダー・アルバム
- 『マーティン・カーシー』 - Martin Carthy (1965年) ※with デイヴ・スウォーブリック
- Second Album (1966年) ※with デイヴ・スウォーブリック
- Byker Hill (1967年) ※with デイヴ・スウォーブリック
- But Two Came By (1968年) ※with デイヴ・スウォーブリック
- Prince Heathen (1969年) ※with デイヴ・スウォーブリック
- Landfall (1971年)
- 『シアーウォーター』 - Shearwater (1972年)
- Sweet Wivelsfield (1974年)
- Crown of Horn (1976年)
- Because It's There (1979年)
- Out of the Cut (1982年)
- Right of Passage (1988年)
- Life and Limb (1990年) ※with デイヴ・スウォーブリック
- Skin and Bone (1992年) ※with デイヴ・スウォーブリック
- Signs of Life (1998年)
- Waiting for Angels (2004年)
- Straws in the Wind (2006年) ※with デイヴ・スウォーブリック

### コンピレーション/ライブ・アルバム
- This Is... Martin Carthy: The Bonny Black Hare and other songs (1971年) ※with デイヴ・スウォーブリック
- Selections (1971年) ※with デイヴ・スウォーブリック
- 『コレクション』 - The Collection (1993年)
- Rigs of the Time: The Best Of Martin Carthy (1993年)
- The Kershaw Sessions (1994年) ※1987年-1988年BBCラジオ録音
- A Collection (1999年)
- 『ボウス・イアーズ・アンド・ザ・テイル』 - Both Ears and the Tail (2000年) ※with デイヴ・スウォーブリック、1966年ライブ録音
- The Carthy Chronicles (2001年) ※4枚組CD、83曲収録ボックスセット
- The Definitive Collection (2003年)
- Martin Carthy at Ruskin Mill (2005年) ※200枚限定盤
- 『ライヴ・イン・ベルファスト1978』 - The January Man: Live In Belfast 1978 (2011年)
- Walnut Creek: Live Recordings, 1989 – 1996 (2011年)
- 『エッセンシャル』 - Essential Martin Carthy (2011年)
- 『イントロダクション・トゥ・マーティン・カーシー』 - An Introduction To Martin Carthy (2018年)

### スティーライ・スパン
- 『プリーズ・トゥ・シー・ザ・キング』 - Please to See the King (1971年)
- 『テン・マン・モップ、あるいはレザヴォア・バトラー氏捲土重来』 - Ten Man Mop, or Mr. Reservoir Butler Rides Again (1972年)
- Storm Force Ten (1977年)
- Live at Last (1978年) ※ライブ
- The Journey (1999年) ※1995年ライブ

### アシュレイ・ハッチングス、アルビオン・カントリー・バンド、アルビオン・バンド
- Battle of the Field (1976年) ※1973年録音
- Son of Morris On (1976年)
- Rise Up Like the Sun (1978年) ※ゲスト参加
- Lark Rise To Candleford (1980年)
- The BBC Sessions (1998年) ※1-4曲目、1973年録音

### ウォーターソンズ、ウォーターソン・カーシー、エリザ・カーシー

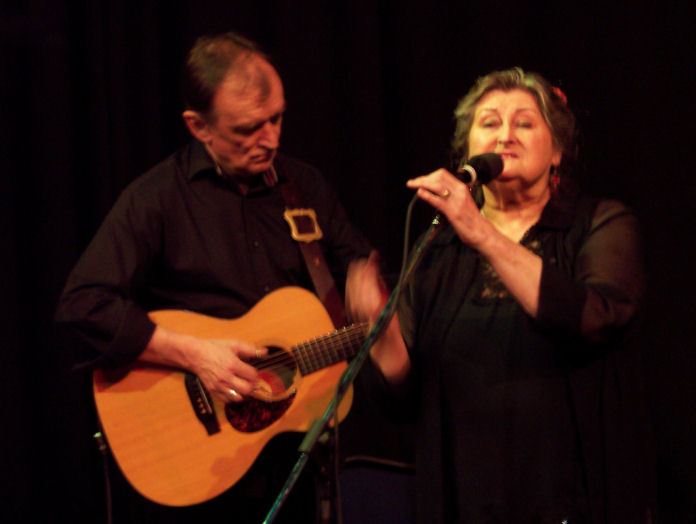
ウォーターソン・カーシー（2006年4月）

- Lal & Mike Waterson: Bright Phoebus (1972年)
- The Watersons: For Pence and Spicy Ale (1975年)
- The Watersons: Sound, Sound Your Instruments of Joy (1977年)
- The Watersons: Green Fields (1981年)
- Waterson–Carthy: Waterson:Carthy (1994年)
- Waterson–Carthy: Common Tongue (1996年)
- Waterson–Carthy: Broken Ground (1999年)
- Waterson–Carthy: A Dark Light (2002年)
- The Watersons: The Definitive Collection (2003年)
- Waterson–Carthy: Fishes & Fine Yellow Sand (2004年)
- The Watersons: Mighty River of Song (2004年) ※4枚組CD & 1DVDのボックスセット
- The Watersons: A Yorkshire Christmas (2005年)
- Waterson–Carthy: The Definitive Collection (2005年)
- Waterson–Carthy: Holy Heathens and the Old Green Man (2006年)
- Martin & Eliza Carthy: 『ザ・モラル・オブ・ジ・エレファント』 - The Moral of the Elephant (2014年)
- Norma Waterson & Eliza Carthy with the Gift Band: Anchor (2018年)

### ブラス・モンキー
- Brass Monkey (1984年)
- 『時の流れに』 - See How It Runs (1986年)
- The Complete Brass Monkey (1993年) ※上記2枚のコンピレーション
- Sound and Rumour (1999年)
- Going and Staying (2001年)
- Flame of Fire (2004年)
- The Definitive Collection (2005年)
- Head of Steam (2009年)

### ブルー・マーダー
- No One Stands Alone (2002年)

### その他の参加アルバム
- Three City Four : Three City Four (1965年)
- Dave Swarbrick, Martin Carthy & Diz Disley : Rags, Reels & Airs (1967年)
- Various Artists : Bright Phoebus: Songs by Lal & Mike Waterson (1972年)
- John Kirkpatrick : Plain Capers (1976年)
- Yuletracks (1986年)
- Band of Hope : Rhythm And Reds (1994年)
- Wood, Wilson, Carthy : Wood, Wilson, Carthy (1998年)
- Dave Swarbrick : Swarb! (2003年) ※コンピレーション
- Martins4 : Guitar Nights presents the Four Martins (2003年)
- Various Artists : The Imagined Village (2007年)
- The Imagined Village : Empire & Love (2010年)
- Three City Four : Smoke & Dust (2010年) ※1960年代アルバムのコンピレーション